# Troupe du Marais
Die Troupe du Marais war eine im 17. Jahrhundert in dem Pariser Stadtviertel Marais angesiedelte Schauspieltruppe. Sie wurde von dem Schauspieler Guillaume Des Gilberts (1594–1653), der unter den Künstlernamen Mondor, Mondory oder Montdory bekannt war, vor dem Jahr 1620 gegründet und durch eine Ordonnanz vom 23. Juni 1673 aufgelöst. Diese unterzeichnete der Polizeileutnant Gabriel Nicolas de la Reynie in Befolgung eines Befehls, den Colbert ihm im Namen des Königs Ludwig XIV. überbrachte.
Die Gründung der Truppe beendete das Privileg der Schauspielaufführungen, das die Confrérie de la Passion (Bruderschaft der Passionsspiele) im Jahr 1599 mitsamt ihrem Spielort, dem Hôtel de Bourgogne an Valleran-Lecomte abgetreten hatten. Dieser ließ sich aber erst im Jahr 1628 mit seiner vom König unterstützten „Troupe Royale“ in Paris nieder.

## Wirkungsstätten
Die Komödianten spielten in verschiedenen „Jeu de Paume“ genannten Ballspielhäusern des Maraisviertels, deren Räumlichkeiten sich gut zur Nutzung als Schauspielhaus eigneten.

### Das Ballspielhaus Bertaut (1629–1632)
Im Jahr 1629 ließ die von Mondory geleitete Truppe sich in einem Ballspielhaus an der alten Stadtmauer von Philippe-Auguste am Ende der Sackgasse „cul-de-sac Bertaut“ nieder. Die Gasse verdankte ihren Namen dem Gründer des Ballspielhauses (1577), einem gewissen Jean Bertaut. Noch im gleichen Jahr fand mit großem Erfolg die Aufführung der Komödie „Mélite“ von Pierre Corneille statt. Im Jahr 1632 zog die Truppe in ein benachbartes Ballspielhaus um.

### Das Jeu de Paume de la Fontaine (1632–1634)
Die nächste Wirkungsstätte der Schauspieltruppe war das bereits 1480 urkundlich erwähnte Jeu de Paume de la Fontaine, das auf einem Gelände außerhalb der alten Stadtmauer in der rue Michel-le-Comte stand. Der Theaterbetrieb, insbesondere der Stau der Kutschen in der engen Straße und die Ungezogenheit der Lakaien rief die Missbilligung der Anwohner hervor und war Ursache vieler Klagen. Das Gebäude brannte 1634 ab, was die Komödianten zwang, abermals umzuziehen.

### Das Jeu de Paume du Marais (1634–1673)
Gegen Ende des Jahres 1673 nahm die „Troupe du Marais“ Besitz von dem seit 1520 in der rue Vieille du Temple existierenden Ballspielhaus Jeu de Paume du Marais. Dort schuf Mondory im Dezember 1636 oder Anfang 1637 die Rolle des Rodriguez in Corneilles Drama Le Cid, erkrankte aber kurze Zeit später, was einen vorübergehenden Abstieg der bisher erfolgreichen Truppe zur Folge hatte. Der Ballspielsaal brannte 1643 nieder und wurde nach einer umfassenden Renovierung im Jahr 1644 als „Théâtre du Marais“ wieder in Betrieb genommen. Die dabei eingeführten technischen Innovationen gestatteten nun spektakuläre Bühneneffekte. In dem neuen Theater spielte die Truppe 30 Jahre lang, bis zu ihrer auf königlichen Befehl erfolgten Auflösung im Jahr 1673. Gleichzeitig wurden der Abriss des Theaters und der Zusammenschluss der Truppe mit den Komödianten des kurz zuvor gestorbenen Bühnenautors Molière dekretiert. Sie ging also teilweise in der nun von Armande Béjart geleiteten und im Hôtel Guénégaud angesiedelten Truppe auf.

## Repertoire
Der 23-jährige Pierre Corneille (1606–1684) fasste Vertrauen zu dem 12 Jahre älteren Mondory und unterbreitete ihm das Manuskript seines ersten Bühnenwerkes „Mélite“ (oder „Die falschen Briefe“). Dieses wurde im Jahr 1629 mit großem Erfolg von der „Troupe du Marais“ uraufgeführt, was Corneille veranlasste, Mondory auch die Aufführungsrechte seiner folgenden Werke zu übertragen, bis zu der Uraufführung von „Le Cid“ (1636/37). Die Tatsache, dass Mondory Corneille nicht in angemessener Weise an dem Profit teilhaben lassen wollte, den die Truppe durch den triumphal vom Publikum aufgenommenen „Cid“ einspielte, besiegelte vorläufig die Zusammenarbeit zwischen den Schauspielern und dem Bühnenautor.

## Komödianten
Folgende Schauspieler gehörten der „Troupe du Marais“ an:
- Mondory, Gründer der Truppe, musste seine schauspielerische Tätigkeit im Jahr 1637 infolge einer Lähmung einstellen;
- Jodelet von mindestens 1620 bis 1634 und von 1642 bis 1659; er war einer der ersten Schauspieler der Truppe, trat im Jahr 1634 auf Befehl des Königs in die Truppe des Hôtel de Bourgogne ein, kehrte 1642 an das Théâtre du Marais zurück und ließ sich, gemeinsam mit seinem älteren Bruder François genannt L'Espy im Jahr 1659 von Molière abwerben;
- L'Espy bis 1659; er trat, nachdem er zunächst im Hôtel de Bourgogne gespielt hatte, in die Truppe ein und verließ sie gemeinsam mit seinem jüngeren Bruder Jodelet, um mit Molière zu spielen;
- Floridor von 1638/40 bis 1647; er wechselte mit dem Repertoire von Corneille in die Truppe des Hôtel de Bourgogne, das er fortan leitete;
- Du Parc und Mademoiselle du Parc von Ostern 1659 bis 1660; als L'Espy und Jodelet vom Théâtre du Marais zu Molière „überliefen“, warb Corneille diesem im Gegenzug die Du Parcs ab, die jedoch aufgrund ihrer enttäuschenden Erfahrungen in der „Troupe du Marais“ ein Jahr später zu Molière zurückkehrten. Mademoiselle Du Parc verließ, nachdem sie im Jahr 1664 verwitwet war, Molière abermals, nun um in die Truppe des Hôtel de Bourgogne einzutreten;
- La Thorillière von 1659 bis 1661, wechselte im Jahr 1661 in Molières Truppe;
- André Hubert von 1659 bis 1664, debütierte, als Sohn der damaligen Besitzer des Théâtre du Marais, in der gleichnamigen Truppe, die er 1664 verließ, um mit Molière zu spielen.
- Monsieur de Champmeslé von 1669 bis 1670, und seine Ehefrau, genannt „La Champmeslé“ von 1669 bis 1669/70; beide traten danach im Hôtel de Bourgogne auf und gemeinsam traten sie 1679 in die Truppe von Molière ein, die damals im Hôtel Guénégaud spielte. Sie gehörten, als diese beiden Truppen ein Jahr später zwecks Gründung der Comédie-Française zusammengeführt wurden, zu den ersten Sociétaires derselben.